# Resende Airport
Resende Airport (portugisiska: Aeroporto de Resende, franska: Aéroport de Resende) är en flygplats i Brasilien.   Den ligger i kommunen Resende och delstaten Rio de Janeiro, i den sydöstra delen av landet, 800 km söder om huvudstaden Brasília. Resende Airport ligger 440 meter över havet.
Terrängen runt Resende Airport är platt åt sydost, men åt nordväst är den kuperad. Närmaste större samhälle är Resende, 3,5 km öster om Resende Airport.
Omgivningarna runt Resende Airport är huvudsakligen savann. Runt Resende Airport är det ganska tätbefolkat, med 185 invånare per kvadratkilometer.